# Aichi E10A
Aichi E10A là một kiểu thủy phi cơ trinh sát của Nhật Bản trong thập niên 30. Đây là kiểu máy bay hai tầng cánh có một động cơ. Tổng cộng có 15 chiếc đã được sản xuất cho Hải quân Đế quốc Nhật Bản với tên gọi Thủy phi cơ trinh sát ban đêm Kiểu 96, phục vụ từ năm 1936 và kết thúc hoạt động vào thời điểm trước trận Trân Châu cảng.

## Thiết kế và phát triển
Vào năm 1934, dựa trên những kinh nghiệm sau khi thử qua kiểu thủy phi cơ Aichi AB-4, Hải quân Đế quốc Nhật Bản đã quyết định cần có một kiểu phi cơ trinh sát ban đêm kiểu mới, để có thể phát hiện hạm đội địch trong màn đêm. Đơn đặt hàng đã được đưa đến cho 2 công ty hàng không Aichi Kokuki và Kawanishi.
Thiết kế của Aichi, với tên công ty là AB-12, là một thủy phi cơ hai tầng cánh, một động cơ với cấu trúc hoàn toàn bằng kim loại. Hai cánh của nó có thể xếp được để tiết kiệm không gian trên sàn đáp, phi hành đoàn gồm 3 người được bố trí ở trong một buồng lái kín. E10A sử dụng một động cơ đẩy Aichi Kiểu 91 làm mát bằng nước với lực đẩy là 4 cánh quạt bằng gỗ.
Mẫu thử nghiệm đầu tiên bắt đầu bay vào tháng 12 năm 1934, và trong quá trình thử nghiệm đã cho thấy nó hoàn toàn vượt trội kiểu cạnh tranh Kawanishi E10K về độ ổn định nên được đưa vào sản xuất.

## Lịch sử hoạt động
AB-12 được đưa vào hoạt động từ tháng 8 năm 1936 trong lực lượng Hải quân Nhật Bản với tên gọi Thủy phi cơ Trinh sát Ban đêm Kiểu 96, tên viết tắt là E10A. 15 chiếc đã được sản xuất và hoạt động cho đến tận năm 1941. Nó kết thúc hoạt động trước Cuộc tấn công Trân Châu Cảng. Mặc dù vậy, nó vẫn được Đồng Minh đặt tên mã là Hank.

## Đặc điểm kỹ thuật
Thông tin được lấy từ Japanese Aircraft 1910-1941

### Đặc tính chung
- Đội bay: 3 người
- Chiều dài: 11,22m (36 ft 9½ in)
- Sải cánh: 15,50 m (50 ft 10¼ in)
- Chiều cao: 4,50 m (14 ft 9 in)
- Diện tích cánh: 52,10 m² (560,8 sq ft)
- Trọng lượng không tải: 2.100 kg (4.629 lb)
- Trọng lượng có tải: 3.300 kg (7.725 lb)
- Động cơ: 1× Động cơ Aichi Kiểu 91 12-xylanh làm mát bằng nước, 485 kW (650 kW)

### Đặc tính bay
- Tốc độ tối đa: 206 km/giờ (111 knots, 128 mph)
- Tốc độ bay đường trường: 106 km/giờ (57 knots, 66 mph) tại độ cao 1.000 m
- Tầm bay tối đa: 1.852 km (1,000 nmi, 1,150 mi)
- Trần bay: 4.120 m (13,520 m)
- Thời gian để đạt đến độ cao 3.000 m (9.840 ft): 17 phút 42 giây

### Vũ khí
- 1× súng máy 7.7 mm đặt ở mũi

### Máy bay tương tự
- Aichi E11A
- Aichi AB-4